# Hélène Durand
Hélène Durand (9 de agosto de 1883-4 de agosto de 1934) fue una botánica y artista ilustradora belga.
Era hija del también botánico Théophile Alexis Durand (1855-1912) que fue director del Jardín Botánico Nacional de Bélgica entre 1901 a 1912; y su madre Sofie Van Eelde. Luego del deceso de su padre, comenzó a trabajar en ese Jardín botánico, continuando en Sylloge Florae Congolanae (1909, Bruselas, De Boeck)

## Honores
Fue miembro electa de la "Sociedad Real de Botánica de Bélgica"
- La abreviatura «H.Durand» se emplea para indicar a Hélène Durand como autoridad en la descripción y clasificación científica de los vegetales.[3]